# Vavray-le-Grand
Vavray-le-Grand település Franciaországban, Marne megyében. Lakosainak száma 170 fő (2022. január 1.). Vavray-le-Grand Bassuet, Changy, Heiltz-l’Évêque és Vavray-le-Petit községekkel határos.

## Népesség
A település népessége az elmúlt években az alábbi módon változott:
| Lakosok száma | 154  | 218  | 190  | 188  | 175  | 171  | 161  | 158  | 158  | 170  |
|               | 1968 | 1982 | 1990 | 2006 | 2013 | 2015 | 2017 | 2019 | 2020 | 2022 |